# Соколовское (Кировоградская область)
Соколовское (укр. Соколівське) — село, центр Соколовской сельской общины Кропивницкого района Кировоградской области Украины.
Население составляет 2600 человек. Почтовый индекс — 27641. Телефонный код — 522. Код КОАТУУ — 3522587201.